# العتامنة (أسيوط)
قرية العتامنة هي إحدى القرى التابعة لمركز منفلوط في محافظة أسيوط في جمهورية مصر العربية. حسب إحصاءات سنة 2006، بلغ إجمالي السكان في العتامنة 14710 نسمة، منهم 7194 رجل و7516 امرأة.